# Gīrah Kandī
Gīrah Kandī (persiska: گيرَه كَندی) är en ort i Iran.   Den ligger i provinsen Västazarbaijan, i den nordvästra delen av landet, 700 km nordväst om huvudstaden Teheran. Gīrah Kandī ligger 800 meter över havet och antalet invånare är 352.
Terrängen runt Gīrah Kandī är platt åt nordost, men åt sydväst är den kuperad. Runt Gīrah Kandī är det ganska glesbefolkat, med 42 invånare per kvadratkilometer. Närmaste större samhälle är Poldasht, 17,7 km sydost om Gīrah Kandī. Trakten runt Gīrah Kandī består i huvudsak av gräsmarker.